# Benjamin Victor
Benjamin Victor (Bakersfield, 6 janvier 1979) est un sculpteur américain.
Il est le seul artiste vivant à avoir quatre de ses œuvres dans le National Statuary Hall, celles de Sarah Winnemucca, Norman Borlaug, Standing Bear et Daisy Bates.